# Adolph Kolping
Adolph Kolping (né le 8 décembre 1813 à Kerpen près de Cologne et mort le 4 décembre 1865 à Cologne) était un prêtre catholique allemand.
Très actif dans le milieu social, il devient le président de l'« Association catholique des compagnons », fonde l'« Association des compagnons de Cologne » et fédère un grand nombre d'associations d'aide aux travailleurs. Il fonde également un journal hebdomadaire, le Rheinische Volksblätter. De santé fragile, il reste très actif jusqu'à sa mort en 1865.
Béatifié en 1991, sa mémoire est célébrée le 4 décembre.

## Biographie

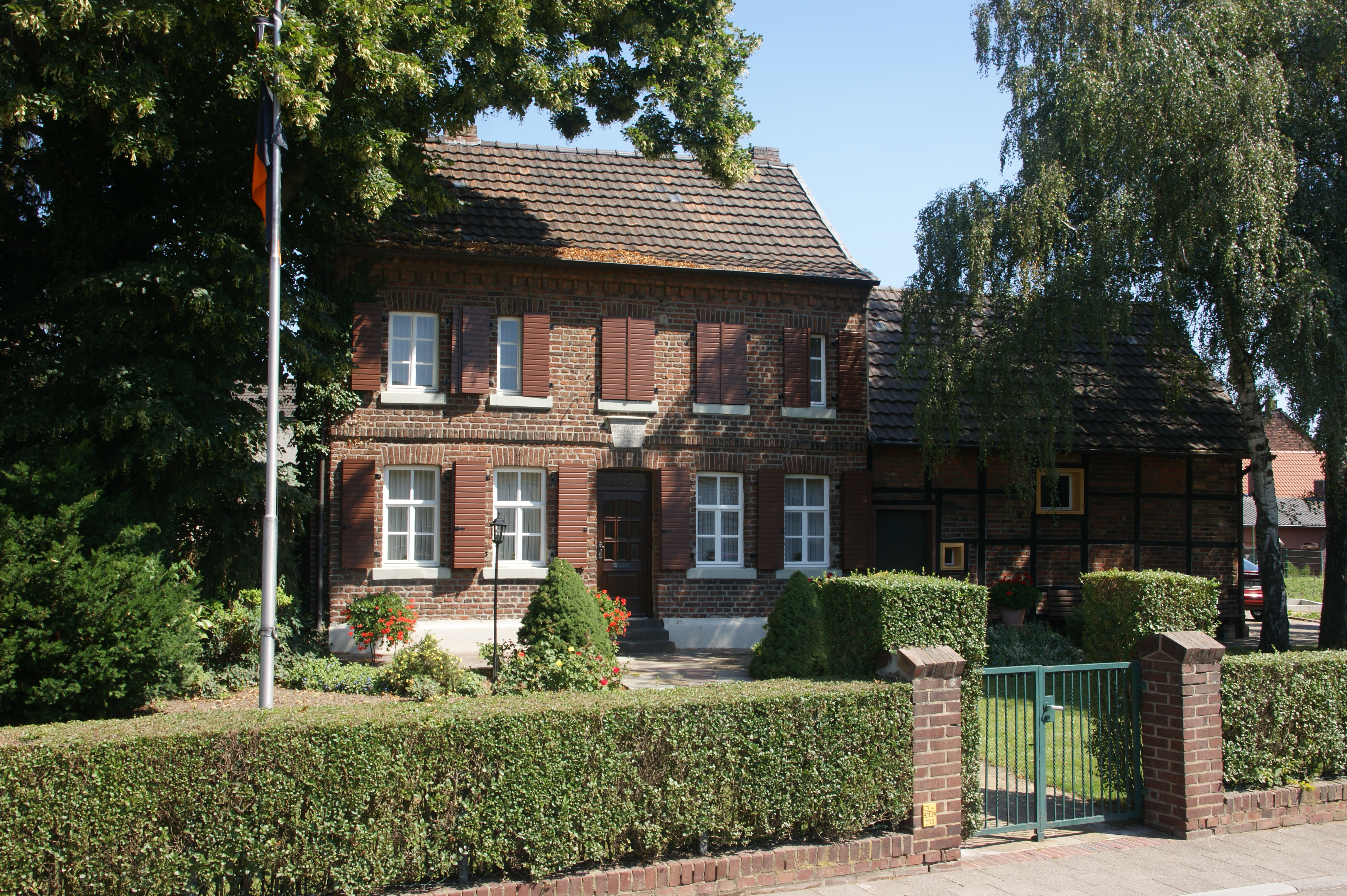
La maison natale d'Adolph Kolping à Kerpen.

Adolph Kolping est né le 8 décembre 1813 à Kerpen (près de Cologne), dans le Royaume de Prusse, fils de Peter Kolping et Anna Maria Zurheyden. Il est le quatrième des cinq enfants de la famille. Son père est berger, et bien qu'ayant des très faibles revenus, il se bat pour que ses enfants aient un minimum d'éducation scolaire. À 13 ans  Adolph doit quitter l'école pour gagner de l'argent et faire vivre sa famille. Il vient à Cologne en tant qu'apprenti cordonnier. Puis il trouve une place comme garçon de magasin, dans d'autres ateliers d'artisans du quartier. Finalement, il réussit à entrer dans un magasin de chaussures de Cologne. Durant cette phase de sa vie où il est en contact direct avec le petit artisanat, il est choqué de constater les conditions de vie de beaucoup de gens et décide alors de devenir prêtre. Grâce à une bienfaitrice qui lui paye ses études, il peut reprendre sa scolarité à 24 ans. Il est reçu au lycée et étudie ensuite la théologie à Munich, Bonn et Cologne.
Le 13 avril 1845 il est ordonné prêtre dans l'église des Minorites (de) de Cologne. Il travaille d'abord à Elberfeld (faisant maintenant partie de Wuppertal) comme aumônier et professeur de religion.

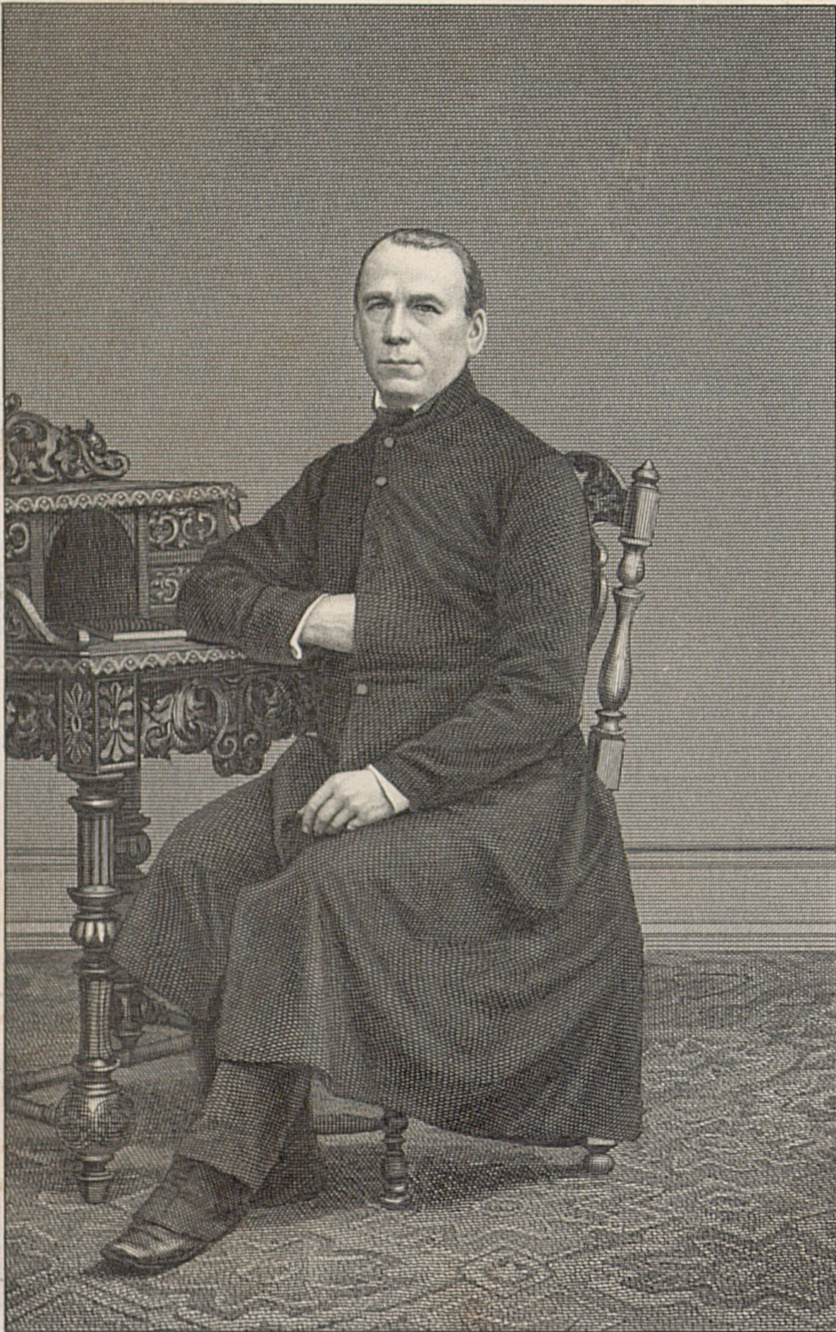
Photo d'Adolph Kolping.

En 1847, il devient le second président de l'« Association catholique des compagnons » (fondée l'année précédente par Johann Gregor Breuer (de)), qui donne aux jeunes compagnons une aide sociale et religieuse.
En 1849 il retourne à Cologne comme vicaire de la cathédrale et crée l'« Association des compagnons de Cologne ». Il fédère les associations de compagnons existantes, telles que la Rheinischer Gesellenbund (« Fédération des compagnons de la Rhénanie ») en 1850, et crée de nouvelles associations destinées à venir en aide aux artisans et aux jeunes apprentis. Cette fusion de différentes associations est à l'origine de l'actuelle « fondation Kolping (de) ». En 1854 Kolping fonde le journal hebdomadaire Rheinische Volksblätter (« Journal du peuple rhénan »), qui devient rapidement l'un des organes de presse les plus populaires de l'époque.
Depuis sa jeunesse, Kolping est de santé fragile. Il accepte malgré cela l'élection de 1858 qui le porte au poste de président général des quelque 180 associations caritatives de Rhénanie et se consacre entièrement à l'administration de ces associations, ce qui l'oblige à de fréquents déplacements. En septembre 1861, après une nouvelle aggravation de son état de santé, il doit renoncer à assister au synode de Munich et à la présidence du consistoire. Au mois de mai 1862, Kolping obtient audience du pape à Rome pour lui présenter les œuvres de la fondation catholique rhénane. En reconnaissance de son zèle, le pape Pie IX lui offre une somptueuse chasuble, qui a été conservée. Il devient recteur de l'église des Minorites (de) de Cologne.

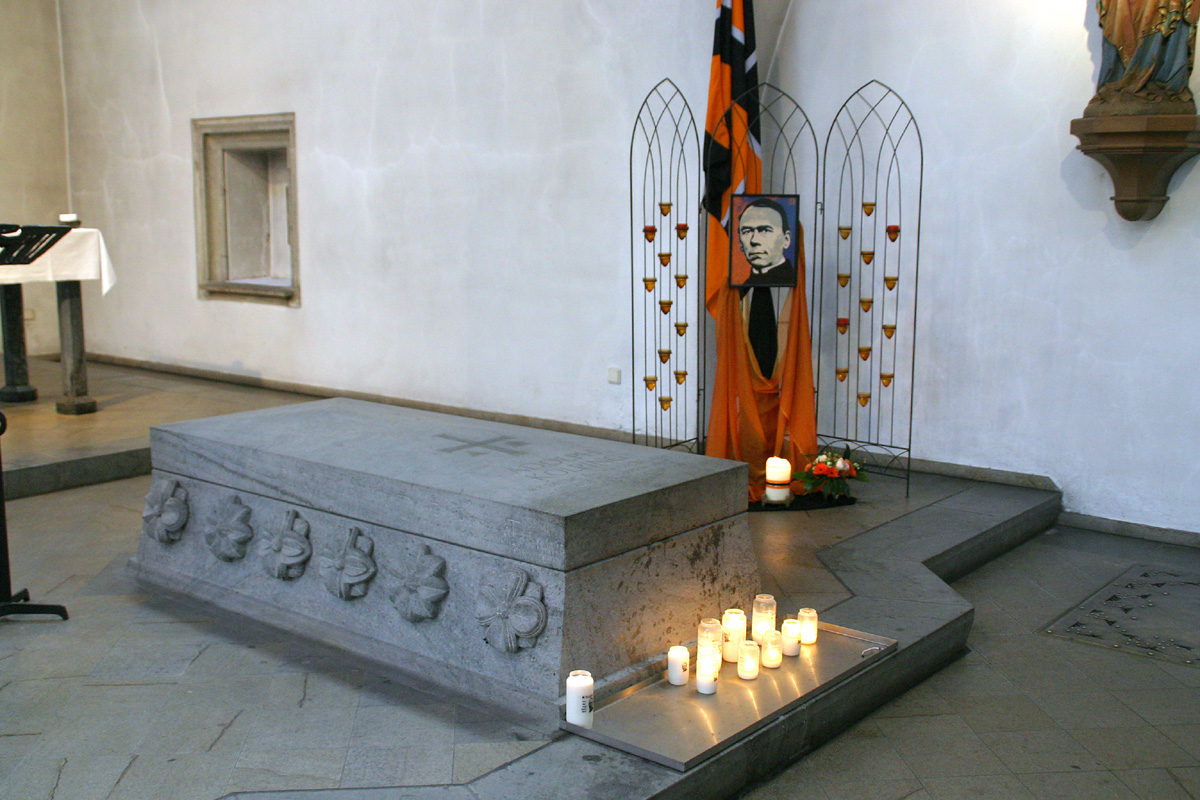
Tombe de Kolping dans l'église des Minorites.

Sa santé se rétablit lorsqu'au printemps 1865 il ressent une forte inflammation au coude droit. Il n'en poursuit pas moins ses visites au service de l’Église : à Trêves, en septembre, il inaugure encore la résidence des compagnons, où, souffrant de troubles respiratoires, on l'accueille. Il décède dans cette résidence le 8 décembre 1865, quelques jours avant son cinquante-deuxième anniversaire. Il est inhumé dans l'église des Minorites de Cologne.
À sa mort en 1865, il existait plus de 400 associations de compagnons dans le monde.

## Postérité et béatification
En 1891, le pape Léon XIII publie l'encyclique Rerum novarum qui dénonce les excès du capitalisme et encourage de ce fait le syndicalisme chrétien et le catholicisme social, deux actions que le prêtre avait lui-même initiées et anticipées. Un siècle plus tard, le 27 octobre 1991, le père Adolph Kolping est béatifié par le pape Jean-Paul II.
Sa mémoire liturgique est célébrée le 4 décembre dans l’Église catholique.
Aujourd'hui en Allemagne, la Kolpingwerk, qu'il a fondée, compte plus de 275 000 membres réparties en 2 730 "familles de Kolping" (associations) locales, ce qui en fait la plus grande fédération locale d'Allemagne. La Kolpingwerk, basée à Cologne, a environ 500 000 membres dans le monde et est organisée en près de 6 000 « familles de Kolping ».
La fondation Kolping est installée aux États-Unis depuis le début du XXe siècle pour venir en aide aux immigrants allemand sur le sol américain,.

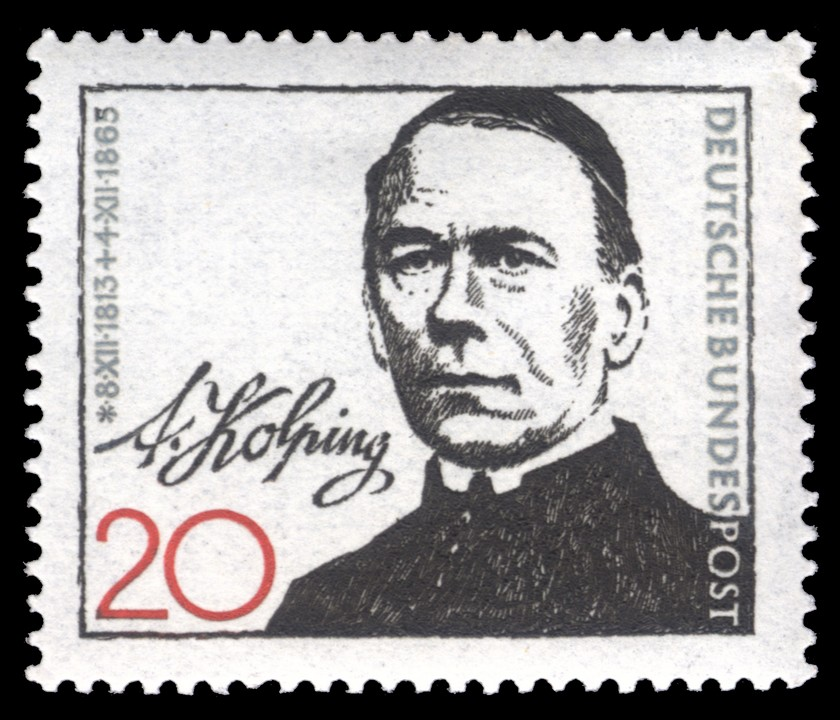
Timbre-poste (1965) pour le 100e anniversaire de la mort d'Adolph Kolping.
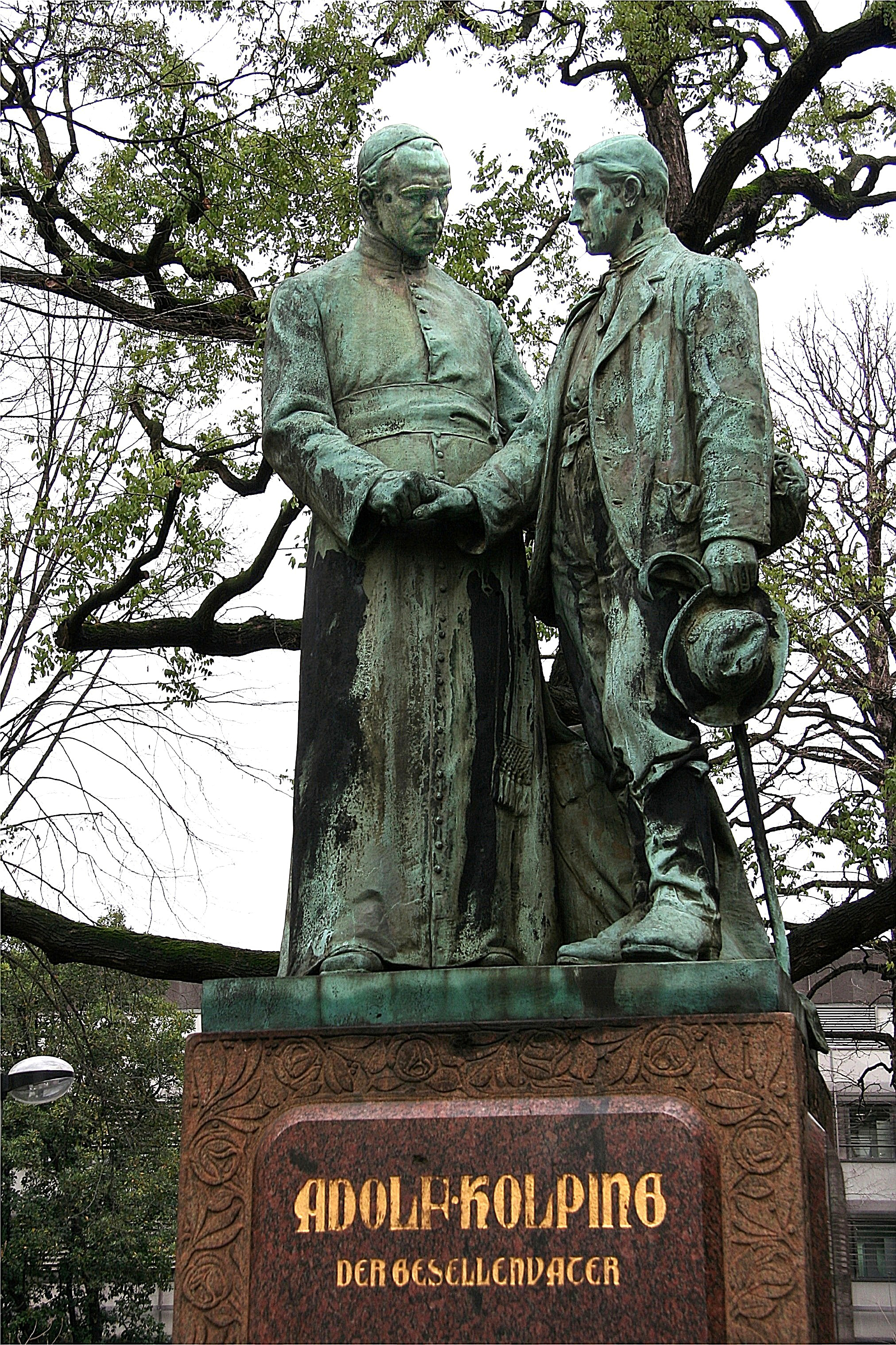
Monument dédié à  Kolping. Œuvre de Johann Baptist Schreiner (de), érigé à Cologne en 1903.
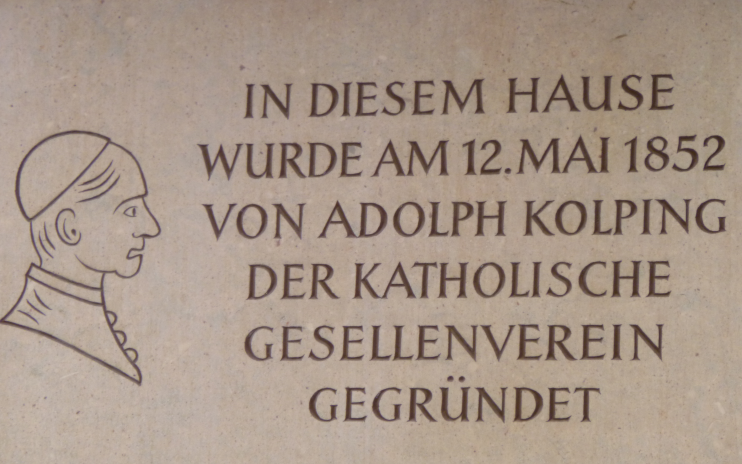
Plaque commémorative de la fondation de l'« association des compagnons » à Salzbourg.
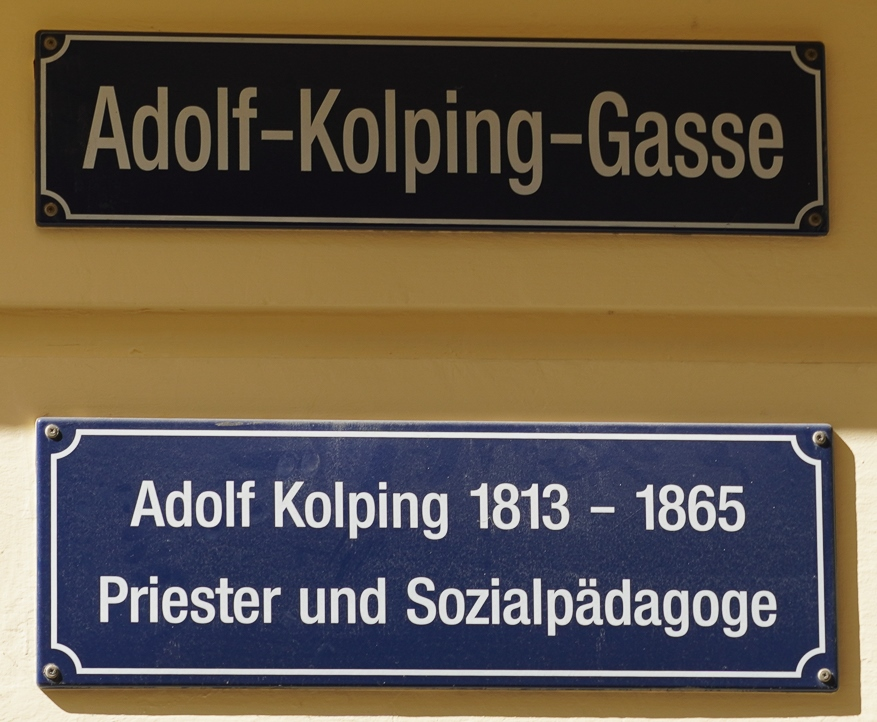
Rue dédiée à Adoph Kolping, à Klagenfurt (Autriche)
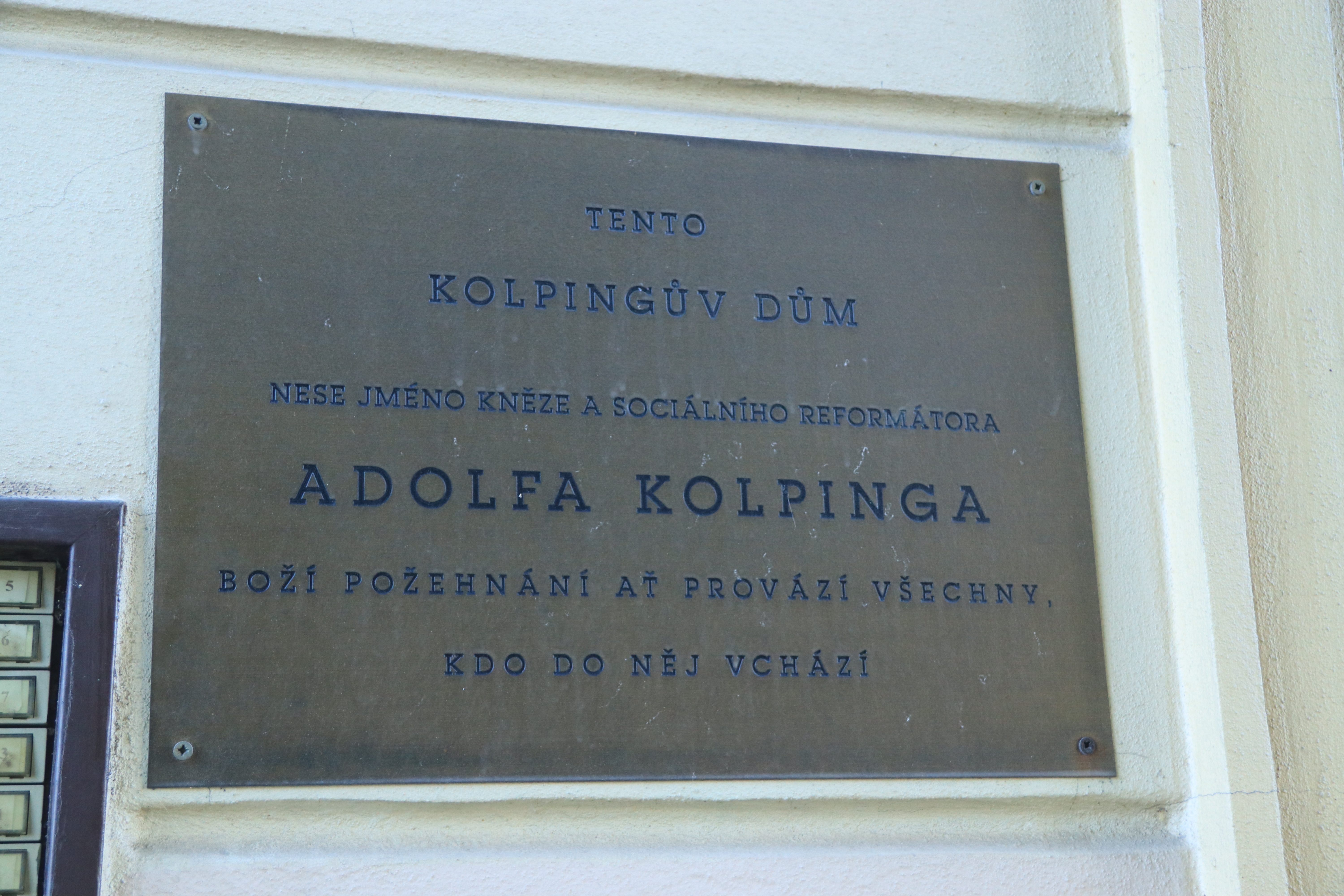
Plaque à la mémoire du père Kolping à  Prague (Tchéquie).